# 白石恵理子
白石 恵理子（しらいし えりこ、1960年-　）は、日本の教育学者。滋賀大学教授。
福井県生まれ。1978年福井県立藤島高等学校卒。1982年京都大学教育学部卒、84年同大学院修士課程修了。1990年京都大学教育学部助手、1993年大阪総合福祉専門学校（現大阪健康福祉短期大学）教員、1996年滋賀大学教育学部講師、97年助教授、2004年教授。全国障害者問題研究会研究推進委員。
夫は龍谷大学教授の白石正久。

## 著書
- 『ほめてしかって子育て上手』フォーラム・A のびのび子育て・保育ブックレット 1995
- 『一人ひとりが人生の主人公 青年・成人期の発達保障』全国障害者問題研究会出版部 2002
- 『しなやかにしたたかに仲間と社会に向き合って』全国障害者問題研究会出版部 2007

### 共編著・監修
- 『子育てストレスとうまくつきあう』沼島真砂共著 大阪保育研究所編集 フォーラム・A のびのび子育て・保育ブックレット 1995
- 『成人期障害者の発達と生きがい』植田章,さつき福祉会共編著 かもがわ出版 21青年・成人期障害者問題シリーズ 1998
- 『0～5歳児』秋葉英則共監修 大阪保育研究所編 かもがわ出版 シリーズ子どもと保育 1998
- 『障害児の発達と保育』松原巨子,大津の障害児保育研究会共編著 クリエイツかもがわ 2001
- 『集団と自我発達 障害児教育の専門性と授業づくり』全障研草津養護学校サークル共編著 クリエイツかもがわ 21障害児教育実践シリーズ 2003
- 『みんなたいへん!子どものごはん』監修 草土文化 子育てブックス　2006
- 『教育と保育のための発達診断』白石正久共編 全国障害者問題研究会出版部 2009
- 『現代の地域福祉と障害者の発達保障』宗澤忠雄共著 文理閣 全通研学校講義集 手話を学ぶ人たちの学習室 2010
- 『発達保障のための相談活動』池添素,白石正久共編 全国障害者問題研究会出版部 2014

## 論文
- Cinii

## 注
1. ↑  『しなやかにしたたかに仲間と社会に向き合って』著者紹介
2. ↑  J-GLOBAL